# 8 يناير
- السبت
- الأحد
- الاثنين
- الثلاثاء
- الأربعاء
- الخميس
- الجمعة

- 2827 جمادى الآخرة 1446  هـ
- 2928 جمادى الآخرة 1446  هـ
- 3029 جمادى الآخرة 1446  هـ
- 3130 جمادى الآخرة 1446  هـ
- 11 رجب 1446  هـ
- 22 رجب 1446  هـ
- 33 رجب 1446  هـ
- 44 رجب 1446  هـ
- 55 رجب 1446  هـ
- 66 رجب 1446  هـ
- 77 رجب 1446  هـ
- 88 رجب 1446  هـ
- 99 رجب 1446  هـ
- 1010 رجب 1446  هـ
- 1111 رجب 1446  هـ
- 1212 رجب 1446  هـ
- 1313 رجب 1446  هـ
- 1414 رجب 1446  هـ
- 1515 رجب 1446  هـ
- 1616 رجب 1446  هـ
- 1717 رجب 1446  هـ
- 1818 رجب 1446  هـ
- 1919 رجب 1446  هـ
- 2020 رجب 1446  هـ
- 2121 رجب 1446  هـ
- 2222 رجب 1446  هـ
- 2323 رجب 1446  هـ
- 2424 رجب 1446  هـ
- 2525 رجب 1446  هـ
- 2626 رجب 1446  هـ
- 2727 رجب 1446  هـ
- 2828 رجب 1446  هـ
- 2929 رجب 1446  هـ
- 3030 رجب 1446  هـ
- 311 شعبان 1446  هـ

8 يناير أو 8 كانون الثاني أو يوم 8 \ 1 (اليوم الثامن من الشهر الأوَّل) هو اليوم الثامن (8) من السنة وفقًا للتقويم الميلادي الغربي (الغريغوري). يبقى بعده 357 يومًا لانتهاء السنة، أو 358 يومًا في السنوات الكبيسة.

## أحداث
- 1297 - استقلال موناكو عن جنوة.
- 1790 - جورج واشنطن يلقي من نيويورك أول خطاب سنوي له.
- 1838 - إرسال أول رسالة تلغراف باستخدام النقاط والخطوط في نيوجيرسي بالولايات المتحدة.
- 1863 - وقوع «معركة سبرينغفيلد» في إطار الحرب الأهلية الأمريكية.
- 1892 - عباس حلمي الثاني يتولى حكم مصر خلفًا لوالده الخديوي توفيق الذي توفي في اليوم السابق.
- 1900 - الرئيس الأمريكي ويليام ماكينلي يضع ألاسكا تحت الحكم العسكري.
- 1912 - تأسيس المؤتمر الوطني الإفريقي، وهي منظمة سياسية تأسست في جنوب إفريقيا.
- 1918 - الرئيس الأمريكي وودرو ويلسون يضع مبادئه الأربعة عشر، وهذه المبادئ من نتائج الحرب العالمية الأولى.
- 1926 - تنصيب عبد العزيز آل سعود سلطانًا على نجد وملكًا للحجاز.
- 1936 - إصدار أمر الكشف عن الحجاب في إيران من قبل رضا بهلوي شاه البلاد.
- 1948 - وصول الفرقة الأولى من متطوعي جيش الإنقاذ العربي إلى فلسطين، وقوامها 330 مقاتلاً. وقد صدت من قبل قوات الاحتلال البريطانية.
- 1958 - قوات الثورة الكوبية تسيطر على العاصمة هافانا.
- 1959 - الجنرال شارل ديغول يتولى رئاسة فرنسا.
- 1961 - عقد استفتاء في فرنسا والجزائر حول حق تقرير المصير في الجزائر.
- 1963 - عرض لوحة الموناليزا في المتحف الوطني للفنون الأمريكي بإذن من متحف اللوفر في باريس.
- 1973 - انطلاق المهمة الفضائية السوفيتية لونا 21.
- 1978 - الحكومة الإسرائيلية تصوت لصالح ترسيخ الاستيطان في شبه جزيرة سيناء المحتلة.
- 1980 - أنديرا غاندي تفوز برئاسة الحكومة الهندية.
- 1983 - وقوع 4 هزات أرضية في محافظة صعدة في اليمن، أسفرت عن تدمير عدد من المنازل.
- 1986 -
  - وفد من الكنيست يقتحم المسجد الأقصى، استمرت هذه المحاولات على مدار أسبوع.
  - الرئيس الأمريكي رونالد ريغان يجمد أرصدة ليبيا في الولايات المتحدة.
- 1988 - مقتل 28 شخصا في قتال دار بين الجيش والثوار الشيوعيين في الفلبين.
- 1989 - تحطم طائرة من طراز بوينغ 737 – 400 في إنكلترا يسفر عن مقتل 46 شخصاً.
- 1993 - اغتيال نائب رئيس الحكومة البوسني توراليتش على مرأى من جنود فرنسيين تابعين لقوات حفظ السلام الدولية المرابطة بالقرب من سراييفو، بعد اختطافه من داخل عربة للأمم المتحدة.
- 1998 - الحكم على رمزي يوسف بالسجن مدى الحياة لتورطه في تدبير تفجير مبنى مركز التجارة العالمي في ولاية نيويورك.
- 2006 - زلزال قوي يضرب جنوب اليونان بقوة مقدارها 6.7 على مقياس ريختر.
- 2009 - مجلس الأمن الدولي يتبنى القرار رقم 1860 الداعي إلى وقف فوري لإطلاق النار في قطاع غزة يليه انسحاب كامل للقوات الإسرائيلية وذلك لإيقاف الحرب الإسرائيلية على القطاع.
- 2011 -
  - تشيلي تقرر الاعتراف رسميا بالدولة الفلسطينية على حدود 67، وهي سادس دول أمريكا الجنوبية التي تقرر الاعتراف.
  - المجلس العسكري المصري يقرر إلغاء المادة الخامسة من قانون الانتخابات التي تنص على انتخاب ثلثي البرلمان عبر نظام القوائم الانتخابية بينما يشغل الثلث الآخر من ينتخبون كمستقلين.
- 2015 - انتخاب مارثيبالا سيريسينا رئيساً لسريلانكا.
- 2016 - مُشاة البحريَّة المكسيكيَّة يُلقون القبض على تاجر المُخدرات الكبير خواكين غوزمان لويرا بعد مُرور ستَّة أشهر على هُروبه من السجن.
- 2017 -
  - مقتل 5 جنود إسرائيليين وجرح 15 أخرين في هجوم نفذه شاب فلسطيني يدعى فادي القنبر بسيارة شاحنة في منطقة جبل المكبر جنوب مدينة القدس.
  - فيلم لا لا لاند يُحقق رقمًا قياسيًّا كأكثر فيلم فوزًا بجائزة الغولدن غلوب بفوزه بجميع ترشيحاته السبعة في حفل توزيع جوائز الغولدن غلوب الرابع والسبعين.
- 2018 - اختيار فيلمي ثلاث لوحات خارج إيبينغ، ميزوري وليدي بيرد كأفضل فيلم درامي وكوميدي على التوالي ضمن حفل توزيع جوائز الغولدن غلوب الخامس والسبعين.
- 2020 -
  - الحرس الثوري الإيراني ينفذ ضربات صاروخية قبل الفجر، ضد قاعدتين عسكريتين بهما قوات أمريكية في العراق.
  - تحطُّم طائرة رحلة الخطوط الجوية الدولية الأوكرانية 752 بُعيد إقلاعها بِفترةٍ قصيرةٍ من طهران، ومقتل جميع الرُكَّاب على متنها، البالغ عددهم 176 شخصًا.
- 2023 - محتشدون يقتحمون الكونجرس والمحكمة الفيدرالية العليا وأحد قصور الرئاسة في البرازيل احتجاجًا على نتائج الانتخابات الرئاسية.

## مواليد
- 1823 - ألفرد راسل والاس، عالم طبيعة بريطاني.
- 1830 - هانز فون بولوف، موسيقي ألمانيا.
- 1836 - لورينس تديما، رسام هولندي.
- 1866 - وليام غوستافوس كونلي، سياسي أمريكي.
- 1867 - إميلي جرين بالش، اقتصادية ونقابية أمريكية حاصلة على جائزة نوبل للسلام عام 1946.
- 1885 - جون كيرتن، سياسي أسترالي.
- 1891 - فالتر بوته، عالم فيزياء ألماني حاصل على جائزة نوبل في الفيزياء عام 1954.
- 1902 -
  - جريجوري مالينكوف، سياسي روسي.
  - كارل روجرز، عالم نفس أمريكي.
- 1926 - جيانيس كريستو، ملحن يوناني.
- 1928 - شهرزاد، مغنية مصرية.
- 1933 - مريم فخر الدين، ممثلة مصرية.
- 1934 - جاك أنكيتيل، دراج فرنسي.
- 1935 -
  - إلفيس بريسلي، مغني أمريكي.
  - فريد حبيب، سياسي لبناني.
- 1936 -
  - إلين أندرسون، إحاثية أمريكية.
  - عبد الحسين الصالحي، مؤرخ إيراني عراقي.
- 1938 -
  - أنتوني غيدنز، عالم اجتماع إنجليزي.
  - ليلى فهمي، ممثلة مصرية.
- 1942 -
  - جونيتشيرو كويزومي، رئيس وزراء اليابان.
  - ستيفن هوكينغ، عالم فيزياء إنجليزي.
- 1944 - تيري بروكس، كاتب أدب خيالي أمريكي.
- 1947 -
  - صموئيل شميد، سياسي سويسري.
  - ديفيد بوي، ممثل ومغني روك بريطاني.
- 1951 - جون مكتيرنان، مخرج ومنتج أفلام أمريكي.
- 1955 - سبيروس ليفاثينوس، لاعب كرة قدم يوناني.
- 1963 - سميرة أحمد، ممثلة إماراتية.
- 1967 - آر كيلي، مغني أمريكي.
- 1971 -
  - انتصار، ممثلة مصرية.
  - باسكال زوبربوهلر، حارس مرمى كرة قدم سويسري.
- 1972 - جوزيبي فافالي، لاعب كرة قدم إيطالي.
- 1973 - شون بول، موسيقي جمايكي.
- 1978 - سول كي هيون، لاعب كرة قدم كوري جنوبي.
- 1979 -
  - أدريان موتو، لاعب كرة قدم روماني.
  - ستيب بليتيكوسا، لاعب كرة قدم كرواتي.
  - سارة بيلي، ممثلة كندية.
- 1982 -
  - إيمانويلي كالايو، لاعب كرة قدم إيطالي.
  - جون أوتاكا، لاعب كرة قدم نيجيري.
- 1983 -
  - كيم جونغ أون، زعيم كوريا الشمالية.
  - كريس ماسترز، مصارع أمريكي.
- 1986 - ديفيد سيلفا، لاعب كرة قدم إسباني.
- 1988 -
  - مايكل مانسيان، لاعب كرة قدم إنجليزي.
  - أدريان لوبيز ألفاريز، لاعب كرة قدم إسباني.
- 1996 - ليلى عبد الله، ممثلة لبنانية تعيش في الكويت.
- 1998 - سلوى زرهان، ممثلة مغربية.
- 2000 - نواه سايرس، ممثلة أمريكية.

## وفيات
- 1324 - ماركو بولو، مستكشف إيطالي.
- 1642 - غاليليو غاليلي، فلكي وفيلسوف وعالم فيزياء إيطالي.
- 1713 - أركنجلو كوريلي، موسيقي إيطالي.
- 1896 - بول فرلان، شاعر فرنسي.
- 1915 - يوجين جريبو، عالم مصريات فرنسي.
- 1930 - حمد عبد الله الصقر، تاجر كويتي ورئيس أول مجلس شورى في الكويت.
- 1949 - يوسف عبد الخالق، خطاط وشاعر ومستشار لبناني.
- 1958 - خليل عزمي العاني، كاتب وشاعر وصحفي وسياسي عراقي.
- 1992 - موسى صبري، مؤلف وأديب وصحفي مصري.
- 1994 - متري نعمان، كاتب مسرحي وشاعر وناشر ومترجم لبناني.
- 1996 - فرنسوا ميتران، رئيس فرنسا.
- 1997 - ملفين كالفن، عالم كيمياء حيوية أمريكي حاصل على جائزة نوبل في الكيمياء عام 1961.
- 2002 -
  - ألكسندر بروخروف، عالم فيزياء روسي حاصل على جائزة نوبل في الفيزياء عام 1964.
  - محمود شكري، أحد قادة جماعة الإخوان المسلمون.
  - آرثر كلوكي، صانع رسوم متحركة أمريكي.
- 2012 - قاسم جداين، صحفي مغربي.
- 2016 -
  - حمدي أحمد، ممثل مصري.
  - ندرة اليازجي، باحث وفيلسوف سوري.
- 2017 - أكبر هاشمي رفسنجاني، رئيس إيراني أسبق.
- 2022 - سنان الشبيبي، اقتصادي عراقي.
- 2024 - فرانز بكنباور، لاعب كرة قدم ألماني.

## أعياد ومناسبات
- يوم الكومنولث في جزر ماريانا الشمالية.

## وصلات خارجية
- وكالة الأنباء القطريَّة: حدث في مثل هذا اليوم.
- النيويورك تايمز: حدث في مثل هذا اليوم.
- BBC: حدث في مثل هذا اليوم.